# Christophe Civiletti
Pour les articles homonymes, voir Civiletti.
Christophe Civiletti, né le 23 septembre 1975, est un taekwondoïste français.
Dix fois Champion de France Senior, il remporte la médaille d'argent dans la catégorie des moins de 54 kg aux Championnats d'Europe de taekwondo 1998 et aux Championnats d'Europe de taekwondo 2000.Vainqueur de la Coupe du Monde 2000, numéro deux mondial en 2000, médaillé dans différents tournois à travers le monde. Il est actuellement entraîneur cadet junior du dispositif fédéral sur la région PACA, et à son club le Civiletti Performance Centrer à Marseille.